# 元誕 (済陰王)
元 誕（げん たん、生没年不詳）は、中国の北魏の皇族。済陰静王。字は曇首。

## 経歴
元偃の子として生まれた。491年（太和15年）、伯父の元鬱が汚職のために死を賜った。その子の元弼が済陰王の爵位を嗣いでいたが、元誕は拓跋小新成の嫡孫として済陰王位を嗣ぐ正統性を訴え、502年（景明3年）に認められて済陰王に封じられた。斉州刺史に任じられた。任地において苛酷な収奪をおこない、御史中尉の元纂の弾劾を受けたが、赦免された。死去すると、諡は静王といった。
子の元撫（字は伯懿）が済陰王位を嗣いだ。528年（建義元年）に従兄の元暉業の訴えにより王爵を剥奪された。

## 伝記資料
- 『魏書』巻19上 列伝第7上
- 『北史』巻17 列伝第5